# Тат-Балу
Тат-Балу (перс. تت بالو) — село в Ірані, у дегестані Їлакі-є-Арде, у бахші Паре-Сар, шагрестані Резваншагр остану Ґілян. У переписі 2006 року вказане як окремий населений пункт, але без відомостей про чисельність населення.

## Клімат
Середня річна температура становить 13,04°C, середня максимальна – 27,39°C, а середня мінімальна – -1,36°C. Середня річна кількість опадів – 583 мм.
| Клімат поселення                              | Клімат поселення | Клімат поселення | Клімат поселення | Клімат поселення | Клімат поселення | Клімат поселення | Клімат поселення | Клімат поселення | Клімат поселення | Клімат поселення | Клімат поселення | Клімат поселення | Клімат поселення |
| Показник                                      | Січ.             | Лют.             | Бер.             | Квіт.            | Трав.            | Черв.            | Лип.             | Серп.            | Вер.             | Жовт.            | Лист.            | Груд.            |                  |
| Середній максимум, °C                         | 11,08            | 9,98             | 11,43            | 15,64            | 20,56            | 25,59            | 27,39            | 27,14            | 22,45            | 19,35            | 14,34            | 11,14            |                  |
| Середня температура, °C                       | 5,40             | 4,32             | 5,75             | 9,96             | 14,90            | 19,92            | 23,12            | 22,86            | 18,19            | 15,09            | 10,07            | 6,87             |                  |
| Середній мінімум, °C                          | −0,28            | −1,36            | 0,08             | 4,29             | 9,22             | 14,24            | 18,86            | 18,59            | 13,92            | 10,82            | 5,82             | 2,60             |                  |
| Норма опадів, мм                              | 50               | 45               | 61               | 60               | 41               | 22               | 12               | 23               | 51               | 79               | 62               | 77               |                  |
| Середньомісячна швидкість вітру, м/с          | 2.16             | 2.40             | 2.45             | 2.47             | 2.20             | 2.23             | 2.50             | 2.32             | 1.94             | 2.01             | 1.94             | 1.93             |                  |
| Середньомісячна сонячна радіація, кДж/м²·день | 7067             | 9440             | 11571            | 15923            | 19794            | 22581            | 23637            | 19989            | 16357            | 11255            | 8655             | 6723             |                  |
| --------------------------------------------- | ---------------- | ---------------- | ---------------- | ---------------- | ---------------- | ---------------- | ---------------- | ---------------- | ---------------- | ---------------- | ---------------- | ---------------- | ---------------- |
| Джерело:                                      |                  |                  |                  |                  |                  |                  |                  |                  |                  |                  |                  |                  |                  |